# جيف جوليانو
جيف جوليانو (بالإنجليزية: Jeff Giuliano)‏ هو لاعب هوكي الجليد أمريكي، ولد في 20 يونيو 1979 في ناشوا في الولايات المتحدة.

## وصلات خارجية
- جيف جوليانو على موقع دوري الهوكي الوطني (الإنجليزية)
- جيف جوليانو على موقع EliteProspects.com (الإنجليزية)
- جيف جوليانو على موقع Eurohockey.com (الإنجليزية)
- جيف جوليانو على موقع HockeyDB.com (الإنجليزية)
- جيف جوليانو على موقع Hockey-Reference.com (الإنجليزية)